# Bárcabo
Bárcabo là một đô thị trong tỉnh Huesca, Aragon, Tây Ban Nha. Theo điều tra dân số 2018 (INE), đô thị này có dân số là 105 người. 
Đô thị này có diện tích 88,08 km², nằm trên độ cao 713 m trên mực nước biển và cách tỉnh lỵ 66 km.